# 陈策 (明朝武进士)
陈策（1552年—1621年），字纯伯，一字翼所，莞城镇（今广东东莞莞城镇）人，明朝将领。

## 生平
陈策于明万历四年（1576年）和十三年（1585年）中武举，十四年（1586年）中进士，授广州左卫所镇抚，后任恩阳守备。作战积功升任广海游击，兼任广州海防参将。万历二十五年(1597年)，总兵陈璘统率广东五千水军援助朝鲜抗日，陈策随同前往，参加露梁海战，与众将领军士共斩溺倭寇二万余。
万历四十七年（1619年）十一月，后金进犯辽东，陈策任援辽总兵率兵赴援，因距离过远未及时赶到因而幸免。天启元年（1621年）二月，后金攻奉集，为陈策所击败。三月，辽阳被围，他率兵数千赴援，在浑河交战时被后金五万铁骑所包围，虽奋力死战，但终因寡不敌众，全军覆没，时年69岁。

## 身后
陈策死后，诏赠太子少保左都督，荫一子为本卫指挥佥事，世袭；赠谥“忠”，立祠纪念。